# LandView
LandViewとはアメリカ合衆国国勢調査局とアメリカ合衆国環境保護庁 (USEPA)とアメリカ地質調査所 (USGS) のデータに対応したパブリックドメインのGISビューアである。現在のバージョンはLandView 6。
LandViewは同じ地図作成プログラムを共有する点 (MARPLOT) でCAMEOシステムと関連している。